# 堤啓士朗
堤 啓士朗（つつみ けいしろう、1986年7月15日 - ）は、福岡県福岡市南区出身のプロバスケットボール選手である。ポジションはポイントガード。181cm、80kg。

## 来歴
福岡大附属大濠高校では同期の寒竹隼人、山下泰弘とともに1年次より全国大会に出場。2年次に1年先輩の竹野明倫とともにインターハイ・ウィンターカップ準優勝を経験。3年次は主将としてインターハイに出場。ウィンターカップは県内の強豪・福岡第一高に予選で敗れ本大会出場できずに終わった。
大学は専修大学に進学し、1年次よりインカレを経験。4年次には主将を務めインカレベスト4に貢献しMIP賞を受賞。
2009年のbjリーグ新人ドラフトで高松ファイブアローズ（現香川）より指名を受けて入団。2009-10シーズン開幕戦より試合出場していたが、11月に一身上の都合で退団した。
それから3ヵ月後の2010年2月、ライジング福岡に入団した。
2011年8月、古巣の高松ファイブアローズに復帰。専大時代の同級生、鈴木正晃と再びチームメイトとなる。2011-12シーズンは自己最多の出場機会を得た。
2012年オフ、bjリーグエクスパンションドラフトで群馬クレインサンダーズより指名され移籍。
2013年オフ、NBDLのTGI D-RISEに移籍。
同年9月に行われた2020年夏季オリンピック開催地を決定する第125次IOC総会において、東京オリンピック招致団が最終プレゼンテーションで使用した動画に出演している
2014年3月にTGI D-RISEを退団し、北米独立リーグ・アメリカン・バスケットボール・アソシエーション（ABA）のNorth Dallas Vandalsに移籍した。
2014年5月、3x3チーム・侍Ballersの一員として『3x3 TOURNAMENT.EXE 2014 City2 in KOBE』で優勝し、7月にFIBA 3x3ワールドツアー・マニラ大会に出場した。
2014年12月、NBLの和歌山トライアンズに加入。 
2015-16シーズンは2015年9月に広島ライトニングと契約し、15試合に出場したが12月1日に退団。1月13日にライジング福岡と5シーズンぶりに契約した。福岡（2016-17シーズンからライジングゼファーフクオカに改称）に2017-18シーズンまで所属。
2018-19シーズンは愛媛オレンジバイキングスと契約。
2019-20シーズン再びライジングゼファーフクオカと契約
2020年9月、佐賀県初のプロバスケットボールチームKARATSU LEO BLACKS（3x3)に加入。

## 記録
| シーズン         | チーム | GP | GS | MPG  | FG%  | 3P%  | FT%  | RPG | APG | SPG | BPG | TO  | PPG |
| ---------------- | ------ | -- | -- | ---- | ---- | ---- | ---- | --- | --- | --- | --- | --- | --- |
| bjリーグ 2009-10 | 高松   | 8  | 3  | 16.3 | .300 | .000 | .500 | 1.3 | 1.8 | 0.6 | 0.0 | 1.4 | 2.1 |
| bjリーグ 2009-10 | 福岡   | 12 | 0  | 9.2  | .421 | .200 | .375 | 0.7 | 1.3 | 0.3 | 0.0 | 0.8 | 1.7 |
| bjリーグ 2010-11 | 福岡   | 34 | 0  | 7.5  | .333 | .375 | .500 | 0.7 | 0.6 | 0.2 | 0.0 | 0.8 | 1.2 |
| bjリーグ 2011-12 | 高松   | 48 | 19 | 20.4 | .305 | .178 | .512 | 2.0 | 2.8 | 0.9 | 0.2 | 2.3 | 4.2 |
| bjリーグ 2012-13 | 群馬   | 36 |    | 9.9  | .259 | .167 | .500 | 1.0 | 1.3 | 0.7 | 0.1 | 1.2 | 1.4 |
| NBDL 2013-14     | TGI    | 22 |    |      |      |      |      |     |     |     |     |     |     |
| NBL 2014-15      | 和歌山 |    |    |      |      |      |      |     |     |     |     |     |     |
| bjリーグ 2015-16 | 広島   | 15 | 14 | 24.1 | .286 | .250 | .333 | 2.5 | 2.1 | 1.2 | 0.1 | 2.3 | 4.3 |
| bjリーグ 2015-16 | 福岡   |    |    |      |      |      |      |     |     |     |     |     |     |

## 経歴
- 福岡市立長丘中学校 - 福岡大附属大濠高校 - 専修大学 - 高松ファイブアローズ（2009年） - ライジング福岡（2010年-2011年） - 高松ファイブアローズ（2011年-2012年） - 群馬クレインサンダーズ（2012年-2013年） - TGI D-RISE（2013年-2014年） - North Dallas Vandals(2014年） - 和歌山トライアンズ（2014年-2015年） - 広島ライトニング（2015年） - ライジング福岡・ライジングゼファーフクオカ（2016年-2018年） - 愛媛オレンジバイキングス（2018年-2019年） - ライジングゼファーフクオカ（2019年-2020年）